# Тейяні Рейндерс
Тейяні Рейндерс (нід. Tijjani Reijnders; нар. 29 липня 1998, Зволле, Нідерланди) — нідерландський футболіст, півзахисник клубу «Манчестер Сіті».

## Клубна кар'єра
Вихованець кількох нідерландських клубів, останнім з яких був «Зволле». В основному складі команди дебютував 13 серпня 2017 року, матчем з «Родою». Гра завершилася перемогою з рахунком 4:2. Більше ігрової практики півзахисник не отримував і зустріч стала єдиною в складі клубу.
Через два тижні, перейшов на правах вільного агента в АЗ. Контракт був укладений строком на 3 роки. У новій команді здебільшого грав за резервну команду «Йонг АЗ», а у січні 2020 року перейшов на правах оренди в «Валвейк», в якому виступав до кінця сезону.

## Кар'єра в збірній
22 березня 2024 року забив свій перший гол за збірну Нідерландів у товариському матчі проти збірної Шотландії.

## Особисте життя
Є сином колишнього нідерландського футболіста Мартіна Рейндерса. Також має індонезійське походження через свою матір.

## Титули та досягнення
- Володар Суперкубка Італії (1):

«Мілан»: 2024